# لوئیزا لاسون

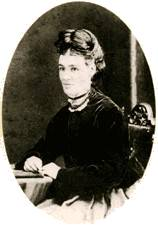
لوئیزا لاسون

لوئیزا لاسون (به انگلیسی: Louisa Lawson) نویسنده٬ ناشر٬ فمینیست و مبارز حقوق زنان در تاریخ ۱۷ فوریه ۱۸۴۸ (۲۸ بهمن سال ۱۲۲۶) در شهر ماجی از توابع ایالت نیوساوث‌ویلز , استرالیا متولد شد. او در یک خانوادهٔ فقیر چهارده نفره زندگی می‌کرد و در سن سیزده‌سالگی همانند بسیاری از دختران هم‌سن و هم‌طبقه‌اش مجبور به ترک تحصیل شد.
در هجده‌سالگی با یک معدنچی به نام نیلز لارسن (که بعدها به پیتر لاسن تغییر نام داد) ازدواج کرد و به علت مشغلهٔ کاری شوهرش قسمت اعظم سال‌های پس از ازدواج را به تنهایی به نگهداری از چهار فرزندشان مشغول بود. در ۱۸۸۲، لوئیزا و چهار فرزندش به سیدنی مهاجرت کردند. با راه‌اندازی یک مسافرخانه، لاسن موفق به ذخیرهٔ مقداری پول و خرید سهام در روزنامهٔ ریپابلیکن شد. درآمد مالی و تجربهٔ کار در ریپابلیکن به لاسون اجازهٔ تدوین و انتشار ژورنالی به نام طلوع را داد.
طلوع نخستین ژورنال استرالیایی بود که توسط زنان منتشر و اداره می‌شد و پس از انتشار ماهیانه در سطح کشور و تعدادی از کشورهای خارجی توزیع می‌شد. طلوع یک ژورنال فمنیستی بود و مطالبش اغلب حول مسایل و مشکلات زنان از جمله خشونت علیه زنان، حقوق اقتصادی و قانونی زنان٬ حق تحصیل زنان٬ حق رای زنان و کاندیداتوری برای زنان و غیره صحبت می‌کرد. انتشار ماهنامهٔ طلوع هفده سال تمام ادامه یافت. پسر ارشد لوئیزا٬ هنری لاسون نیز داستان‌ها و اشعار مختلفی برای ژورنال می‌نوشت که بعدها در سال ۱۸۹۴ تحت مجموعه‌ای با عنوان «داستان‌های کوتاه به نظم و نثر» به چاپ رسید.

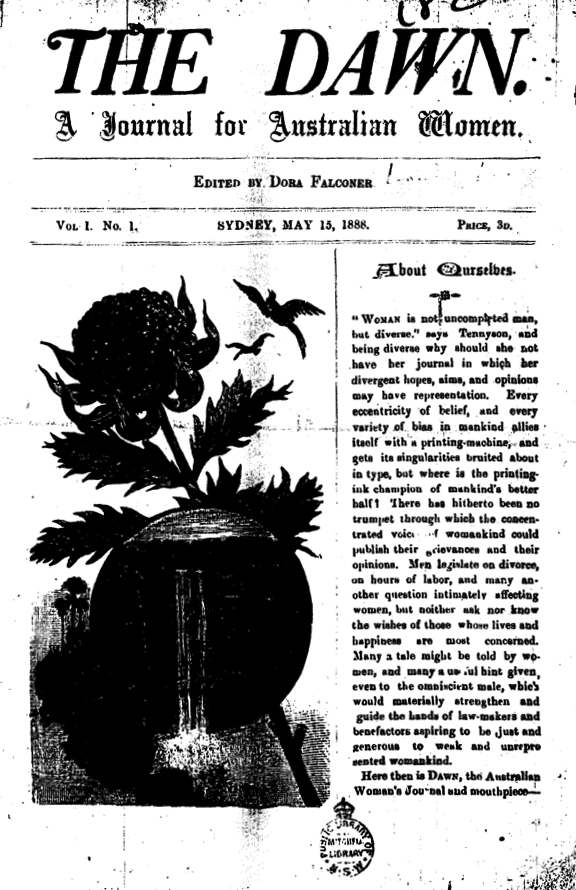
طلوع

در سال ۱۸۸۹ ٬ لوئیزا کلوب طلوع (The Dawn (Club) را بنیان‌گذاری کرد که به زودی به مرکز مبارزه برای اعطای حق رأی به زنان تبدیل شد. هنگامی که لیگ حق رأی برای زنان در ایالت نیوساوث‌ولز کمپین خود را آغاز کرد٬ لاسون امکانات چاپ خود را به صورت مجانی در اختیار لیگ گذاشت. وقتی در سال ۱۹۰۲ میلادی لایحهٔ اعطای حق رأی به زنان تصویب شد٬ لاسون به عنوان «مادر جنبش حق رای در نیوساوث‌ویلز» به مجلس معرفی شد. جنبش زنان در آن دوره هنوز وارد مبحث حق رای عمومی نشده بود و به همین دلیل لاسون بدون انتقاد از دولت برای عدم اعطای حق رأی به بومیان استرالیا سمت جدید خود را پذیرفت.
لاوسون در سال ۱۹۰۵ بازنشسته شد ولی هم‌چنان تا پایان عمر با مجلات مختلف در سیدنی همکاری داشت و مجموعهٔ «گذار خلوت و اشعار دیگر» را نیز طی دوران بازنشستگی منتشر کرد.
او در روز ۱۷ اوت سال ۱۹۲۰ در سن ۷۲ سالگی در یک بیمارستان روانی در گذشت و پیکرش در جوار قبر والدینش در گورستان راک‌وود دفن شد.
در ۱۹۷۵، یک مجموعه تمبر در گرامی‌داشت خاطرهٔ لاسون در استرالیا به چاپ رسید.